# Zuid-Amerikaans kampioenschap voetbal onder 17 - 2023
Het Zuid-Amerikaans kampioenschap voetbal onder 17 van 2023 was de 19e editie van de Copa America onder 17. Het toernooi vond plaats van 30 maart tot en met 23 april 20233 in Ecuador.
Dit toernooi bepaalt ook wel landen mogen deelnemen aan het wereldkampioenschap voetbal onder 17 van 2023. De vier beste landen kwalificeren zich voor dat toernooi.

## Stadions
Ecuador zou aanvankelijk het Zuid-Amerikaans kampioenschap van 2021 organiseren. Dit toernooi werd echter gecanceld vanwege de Coronapandemie. Het land kreeg daarna de organisatie van 2023 in handen. Het is de vierde keer dat Ecuador het toernooi organiseert, eerder gebeurde dit in 1988, 2007 en 2011. 
Er werden twee speelsteden geselecteerd, Guayaquil en Quito. De wedstrijden in de groepsfase worden gespeeld in drie stadions in de stad Guayaquil. Alle wedstrijden in de finaleronde worden gespeeld in twee stadions in Quito.
| · Guayaquil Quito                                       | Quito                                         | Quito                                                     |
| · Guayaquil Quito                                       | Estadio Olímpico Atahualpa Capaciteit: 35,258 | Estadio Rodrigo Paz Delgado Capaciteit: 41,575            |
| · Guayaquil Quito                                       |                                               |                                                           |
| Guayaquil                                               |                                               |                                                           |
| Estadio Christian Benítez Betancourt Capaciteit: 10.152 | Estadio George Capwell Capaciteit: 40.020     | Estadio Monumental Isidro Romero Carbo Capaciteit: 57.267 |
|                                                         |                                               |                                                           |

## Loting
De loting voor het werd gehouden op 24 februari 2023 om 12:00 (UTC−3) op het hoofdkantoor van de CONMEBOL in Luque, Paraguay.
| | Pot 1                      | Pot 2                    | Pot 3                          | Pot 4                         |
| --- | -------------------------- | ------------------------ | ------------------------------ | ----------------------------- |
| - Ecuador (4) (gastland, automatisch naar plek A1) - Argentinië (1) (Titelhouder, automatisch naar plek B1) | - Chili (2) - Paraguay (3) | - Peru (5) - Uruguay (6) | - Brazilië (7) - Venezuela (8) | - Colombia (9) - Bolivia (10) |

## Groepsfase
Beslissingscriteria
In de eerste ronde worden de teams gerankt op basis van het puntenaantal (3 punten bij een overwinning, 1 punt bij een gelijkspel en 0 punten bij een verlies). Als landen gelijk eindigen in puntenaantal worden de volgende criteria gebruikt om de volgorde in de stand te bepalen:
1. Onderling resultaat tussen de landen die gelijk eindigen;
  - Puntenaantal behaald in de wedstrijd(en) tussen de landen die gelijk eindigen;
  - Doelsaldo in de wedstrijd(en) tussen de landen die gelijk eindigen;
  - Aantal doelpunten gescoord in de wedstrijd(en) tussen de landen die gelijk eindigen;
2. Doelsaldo behaald in alle groepswedstrijden;
3. Aantal doelpunten gescoord in alle groepswedstrijden;
4. Minste rode kaarten ontvangen;
5. Minste gele kaarten ontvangen;
6. Loting.

### Groep A
| Pos | Team        | Wed | W | G | V | Ptn | DV | DT | +/− | Kwalificatie |
| --- | ----------- | --- | - | - | - | --- | -- | -- | --- | ------------ |
| 1   | Brazilië    | 4   | 3 | 1 | 0 | 10  | 11 | 3  | +8  | Finaleronde  |
| 2   | Chili       | 4   | 2 | 1 | 1 | 7   | 5  | 4  | +1  | Finaleronde  |
| 3   | Ecuador (H) | 4   | 1 | 2 | 1 | 5   | 7  | 5  | +2  | Finaleronde  |
| 4   | Uruguay     | 4   | 1 | 1 | 2 | 4   | 2  | 5  | −3  |              |
| 5   | Colombia    | 4   | 0 | 1 | 3 | 1   | 1  | 9  | −8  |              |

|                             |          |     |         |                                                                                     |
| 30 maart 2023 16:30 (UTC−5) | Colombia | 0–0 | Uruguay | Estadio Christian Benítez Betancourt, Guayaquil Scheidsrechter: Andrés Merlos (ARG) |
| 30 maart 2023 16:30 (UTC−5) | Verslag  |     |         | Estadio Christian Benítez Betancourt, Guayaquil Scheidsrechter: Andrés Merlos (ARG) |

|                             |                          |         |                     |                                                                                   |
| 30 maart 2023 19:00 (UTC−5) | Ecuador                  | 2–2     | Brazilië            | Estadio Christian Benítez Betancourt, Guayaquil Scheidsrechter: Bruno Pérez (PER) |
| 30 maart 2023 19:00 (UTC−5) | Reyes 87' De Jesús 90+1' | Verslag | Kauã Elias 23', 36' | Estadio Christian Benítez Betancourt, Guayaquil Scheidsrechter: Bruno Pérez (PER) |

|                            |                                    |         |       |                                                                                     |
| 1 april 2023 16:30 (UTC−5) | Brazilië                           | 3–0     | Chili | Estadio Christian Benítez Betancourt, Guayaquil Scheidsrechter: Ángel Arteaga (VEN) |
| 1 april 2023 16:30 (UTC−5) | Kauã Elias 30', 36' João Pedro 87' | Verslag |       | Estadio Christian Benítez Betancourt, Guayaquil Scheidsrechter: Ángel Arteaga (VEN) |

|                            |          |         |                                           |                                                                                       |
| 1 april 2023 19:00 (UTC−5) | Colombia | 0–4     | Ecuador                                   | Estadio Christian Benítez Betancourt, Guayaquil Scheidsrechter: Dilio Rodríguez (BOL) |
| 1 april 2023 19:00 (UTC−5) |          | Verslag | Obando 26', 81' De Jesús 76' Bermúdez 88' | Estadio Christian Benítez Betancourt, Guayaquil Scheidsrechter: Dilio Rodríguez (BOL) |

|                            |                     |         |         |                                                                                     |
| 3 april 2023 16:30 (UTC−5) | Chili               | 2–0     | Uruguay | Estadio Monumental Isidro Romero Carbo, Guayaquil Scheidsrechter: Bruno Pérez (PER) |
| 3 april 2023 16:30 (UTC−5) | Hales 33' Román 59' | Verslag |         | Estadio Monumental Isidro Romero Carbo, Guayaquil Scheidsrechter: Bruno Pérez (PER) |

|                            |                                                |         |           |                                                                                      |
| 3 april 2023 19:00 (UTC−5) | Brazilië                                       | 3–1     | Colombia  | Estadio Monumental Isidro Romero Carbo, Guayaquil Scheidsrechter: Simone Sozza (ITA) |
| 3 april 2023 19:00 (UTC−5) | Dudu 54' (pen.) Riquelme Fillipi 69' Rayan 87' | Verslag | López 67' | Estadio Monumental Isidro Romero Carbo, Guayaquil Scheidsrechter: Simone Sozza (ITA) |

|                            |                         |         |          |                                                                                       |
| 5 april 2023 16:30 (UTC−5) | Chili                   | 2–0     | Colombia | Estadio Monumental Isidro Romero Carbo, Guayaquil Scheidsrechter: Ángel Arteaga (VEN) |
| 5 april 2023 16:30 (UTC−5) | Campos 57' Riquelme 77' | Verslag |          | Estadio Monumental Isidro Romero Carbo, Guayaquil Scheidsrechter: Ángel Arteaga (VEN) |

|                            |                                |         |         |                                                                                       |
| 5 april 2023 20:00 (UTC−5) | Uruguay                        | 2–0     | Ecuador | Estadio Monumental Isidro Romero Carbo, Guayaquil Scheidsrechter: Andrés Merlos (ARG) |
| 5 april 2023 20:00 (UTC−5) | González 47' Barone 77' (pen.) | Verslag |         | Estadio Monumental Isidro Romero Carbo, Guayaquil Scheidsrechter: Andrés Merlos (ARG) |

|                            |              |         |             |                                                                                   |
| 7 april 2023 19:00 (UTC−5) | Ecuador      | 1–1     | Chili       | Estadio Christian Benítez Betancourt, Guayaquil Scheidsrechter: Bruno Pérez (PER) |
| 7 april 2023 19:00 (UTC−5) | Bermúdez 55' | Verslag | Ampuero 39' | Estadio Christian Benítez Betancourt, Guayaquil Scheidsrechter: Bruno Pérez (PER) |

|                            |         |         |                                       |                                                                       |
| 7 april 2023 19:00 (UTC−5) | Uruguay | 0–3     | Brazilië                              | Estadio George Capwell, Guayaquil Scheidsrechter: Ángel Arteaga (VEN) |
| 7 april 2023 19:00 (UTC−5) |         | Verslag | Rayan 66' Lorran 84' Matheus Reis 90' | Estadio George Capwell, Guayaquil Scheidsrechter: Ángel Arteaga (VEN) |

### Groep B
| Pos | Team       | Wed | W | G | V | Ptn | DV | DT | +/− | Kwalificatie |
| --- | ---------- | --- | - | - | - | --- | -- | -- | --- | ------------ |
| 1   | Argentinië | 4   | 3 | 1 | 0 | 10  | 9  | 3  | +6  | Finaleronde  |
| 2   | Paraguay   | 4   | 2 | 2 | 0 | 8   | 9  | 3  | +6  | Finaleronde  |
| 3   | Venezuela  | 4   | 1 | 2 | 1 | 5   | 5  | 5  | 0   | Finaleronde  |
| 4   | Bolivia    | 4   | 1 | 0 | 3 | 3   | 3  | 7  | −4  |              |
| 5   | Peru       | 4   | 0 | 1 | 3 | 1   | 1  | 9  | −8  |              |

|                             |                           |         |           |                                                                       |
| 31 maart 2023 16:30 (UTC−5) | Bolivia                   | 2–1     | Peru      | Estadio George Capwell, Guayaquil Scheidsrechter: Savio Sampaio (BRA) |
| 31 maart 2023 16:30 (UTC−5) | Paniagua 70' Mamani 90+2' | Verslag | Soyer 29' | Estadio George Capwell, Guayaquil Scheidsrechter: Savio Sampaio (BRA) |

|                             |                                            |         |                                |                                                                         |
| 31 maart 2023 19:00 (UTC−5) | Argentinië                                 | 4–2     | Venezuela                      | Estadio George Capwell, Guayaquil Scheidsrechter: Carlos Betancur (COL) |
| 31 maart 2023 19:00 (UTC−5) | Echeverri 14' López 21' Ruberto 45+1', 63' | Verslag | Martínez 31' (pen.) Colina 36' | Estadio George Capwell, Guayaquil Scheidsrechter: Carlos Betancur (COL) |

|                            |                |         |                     |                                                                         |
| 2 april 2023 16:30 (UTC−5) | Venezuela      | 1–1     | Paraguay            | Estadio George Capwell, Guayaquil Scheidsrechter: Felipe González (CHI) |
| 2 april 2023 16:30 (UTC−5) | Martínez 90+2' | Verslag | Villalba 62' (pen.) | Estadio George Capwell, Guayaquil Scheidsrechter: Felipe González (CHI) |

|                            |         |         |            |                                                                        |
| 2 april 2023 20:30 (UTC−5) | Bolivia | 0–1     | Argentinië | Estadio George Capwell, Guayaquil Scheidsrechter: Augusto Aragón (ECU) |
| 2 april 2023 20:30 (UTC−5) |         | Verslag | Acuña 69'  | Estadio George Capwell, Guayaquil Scheidsrechter: Augusto Aragón (ECU) |

|                            |                         |         |         |                                                                       |
| 4 april 2023 18:00 (UTC−5) | Venezuela               | 2–0     | Bolivia | Estadio George Capwell, Guayaquil Scheidsrechter: Savio Sampaio (BRA) |
| 4 april 2023 18:00 (UTC−5) | Martínez 53' Arango 61' | Verslag |         | Estadio George Capwell, Guayaquil Scheidsrechter: Savio Sampaio (BRA) |

|                            |                                     |         |      |                                                                     |
| 4 april 2023 20:30 (UTC−5) | Paraguay                            | 4–0     | Peru | Estadio George Capwell, Guayaquil Scheidsrechter: José Burgos (URU) |
| 4 april 2023 20:30 (UTC−5) | Villalba 38' Miño 67', 74' Mora 84' | Verslag |      | Estadio George Capwell, Guayaquil Scheidsrechter: José Burgos (URU) |

|                            |                                            |         |            |                                                                         |
| 6 april 2023 16:30 (UTC−5) | Paraguay                                   | 3–1     | Bolivia    | Estadio George Capwell, Guayaquil Scheidsrechter: Carlos Betancur (COL) |
| 6 april 2023 16:30 (UTC−5) | Villalba 20' Torrez 32' (e.d.) Riveros 37' | Verslag | Torrez 84' | Estadio George Capwell, Guayaquil Scheidsrechter: Carlos Betancur (COL) |

|                            |      |         |                                |                                                                        |
| 6 april 2023 19:00 (UTC−5) | Peru | 0–3     | Argentinië                     | Estadio George Capwell, Guayaquil Scheidsrechter: Augusto Aragón (ECU) |
| 6 april 2023 19:00 (UTC−5) |      | Verslag | Echeverri 17', 37' Ruberto 22' | Estadio George Capwell, Guayaquil Scheidsrechter: Augusto Aragón (ECU) |

|                            |               |         |              |                                                                         |
| 8 april 2023 19:00 (UTC−5) | Argentinië    | 1–1     | Paraguay     | Estadio George Capwell, Guayaquil Scheidsrechter: Felipe González (CHI) |
| 8 april 2023 19:00 (UTC−5) | Gutiérrez 87' | Verslag | Balbuena 34' | Estadio George Capwell, Guayaquil Scheidsrechter: Felipe González (CHI) |

|                            |         |     |           |                                                                                   |
| 8 april 2023 19:00 (UTC−5) | Peru    | 0–0 | Venezuela | Estadio Christian Benítez Betancourt, Guayaquil Scheidsrechter: José Burgos (URU) |
| 8 april 2023 19:00 (UTC−5) | Verslag |     |           | Estadio Christian Benítez Betancourt, Guayaquil Scheidsrechter: José Burgos (URU) |

## Finaleronde
| Pos | Team         | Wed | W | G | V | Ptn | DV | DT | +/− | Kwalificatie                         |
| --- | ------------ | --- | - | - | - | --- | -- | -- | --- | ------------------------------------ |
| 1   | Brazilië (C) | 5   | 4 | 1 | 0 | 13  | 13 | 7  | +6  | Wereldkampioenschap voetbal onder 17 |
| 2   | Ecuador      | 5   | 3 | 2 | 0 | 11  | 10 | 4  | +6  | Wereldkampioenschap voetbal onder 17 |
| 3   | Argentinië   | 5   | 2 | 1 | 2 | 7   | 6  | 5  | +1  | Wereldkampioenschap voetbal onder 17 |
| 4   | Venezuela    | 5   | 2 | 1 | 2 | 7   | 7  | 5  | +2  | Wereldkampioenschap voetbal onder 17 |
| 5   | Paraguay     | 5   | 1 | 1 | 3 | 4   | 4  | 8  | −4  |                                      |
| 6   | Chili        | 5   | 0 | 0 | 5 | 0   | 0  | 11 | −11 |                                      |

1. 1 2  Onderling resultaat (puntenaantal): Argentinië 3, Venezuela 0.

|                             |                                   |         |       |                                                                          |
| 11 april 2023 14:00 (UTC−5) | Argentinië                        | 2–0     | Chili | Estadio Rodrigo Paz Delgado, Quito Scheidsrechter: Carlos Betancur (COL) |
| 11 april 2023 14:00 (UTC−5) | Campos 42' (e.d.) Echeverri 45+2' | Verslag |       | Estadio Rodrigo Paz Delgado, Quito Scheidsrechter: Carlos Betancur (COL) |

|                             |                        |         |            |                                                                     |
| 11 april 2023 16:30 (UTC−5) | Brazilië               | 2–1     | Venezuela  | Estadio Olímpico Atahualpa, Quito Scheidsrechter: Bruno Pérez (PER) |
| 11 april 2023 16:30 (UTC−5) | João Pedro 6' Dudu 33' | Verslag | Arango 52' | Estadio Olímpico Atahualpa, Quito Scheidsrechter: Bruno Pérez (PER) |

|                             |                                                |         |              |                                                                     |
| 11 april 2023 19:00 (UTC−5) | Ecuador                                        | 3–1     | Paraguay     | Estadio Olímpico Atahualpa, Quito Scheidsrechter: José Burgos (URU) |
| 11 april 2023 19:00 (UTC−5) | Rodríguez 43' Bermúdez 61' Arroyo 90+2' (pen.) | Verslag | Villalba 19' | Estadio Olímpico Atahualpa, Quito Scheidsrechter: José Burgos (URU) |

|                             |                                             |         |                          |                                                                          |
| 14 april 2023 14:00 (UTC−5) | Brazilië                                    | 3–2     | Paraguay                 | Estadio Rodrigo Paz Delgado, Quito Scheidsrechter: Felipe González (CHI) |
| 14 april 2023 14:00 (UTC−5) | Gómez 23' (e.d.) Rayan 42' Luiz Gustavo 79' | Verslag | Riveros 19' Aguayo 90+2' | Estadio Rodrigo Paz Delgado, Quito Scheidsrechter: Felipe González (CHI) |

|                             |                  |         |             |                                                                         |
| 14 april 2023 16:30 (UTC−5) | Argentinië       | 2–1     | Venezuela   | Estadio Rodrigo Paz Delgado, Quito Scheidsrechter: Augusto Aragón (ECU) |
| 14 april 2023 16:30 (UTC−5) | López 15', 45+5' | Verslag | Reinoso 24' | Estadio Rodrigo Paz Delgado, Quito Scheidsrechter: Augusto Aragón (ECU) |

|                             |       |         |                                        |                                                                     |
| 14 april 2023 19:00 (UTC−5) | Chili | 0–3     | Ecuador                                | Estadio Olímpico Atahualpa, Quito Scheidsrechter: Bruno Pérez (PER) |
| 14 april 2023 19:00 (UTC−5) |       | Verslag | Bermúdez 40' Obando 57' De Jesús 90+2' | Estadio Olímpico Atahualpa, Quito Scheidsrechter: Bruno Pérez (PER) |

|                             |          |     |            |                                                                          |
| 17 april 2023 14:00 (UTC−5) | Paraguay | 0–0 | Argentinië | Estadio Rodrigo Paz Delgado, Quito Scheidsrechter: Carlos Betancur (COL) |
| 17 april 2023 14:00 (UTC−5) | Verslag  |     |            | Estadio Rodrigo Paz Delgado, Quito Scheidsrechter: Carlos Betancur (COL) |

|                             |       |         |                          |                                                                         |
| 17 april 2023 16:30 (UTC−5) | Chili | 0–2     | Venezuela                | Estadio Olímpico Atahualpa, Quito Scheidsrechter: Dilio Rodríguez (BOL) |
| 17 april 2023 16:30 (UTC−5) |       | Verslag | Hidalgo 70' Meléndez 85' | Estadio Olímpico Atahualpa, Quito Scheidsrechter: Dilio Rodríguez (BOL) |

|                             |                 |         |                                      |                                                                      |
| 17 april 2023 19:00 (UTC−5) | Ecuador         | 2–2     | Brazilië                             | Estadio Olímpico Atahualpa, Quito Scheidsrechter: Simone Sozza (ITA) |
| 17 april 2023 19:00 (UTC−5) | Arroyo 23', 38' | Verslag | Collahuazo 45' (e.d.) Kauã Elias 52' | Estadio Olímpico Atahualpa, Quito Scheidsrechter: Simone Sozza (ITA) |

|                             |                           |         |          |                                                                        |
| 20 april 2023 14:00 (UTC−5) | Venezuela                 | 2–0     | Paraguay | Estadio Rodrigo Paz Delgado, Quito Scheidsrechter: Savio Sampaio (BRA) |
| 20 april 2023 14:00 (UTC−5) | Martínez 70' González 85' | Verslag |          | Estadio Rodrigo Paz Delgado, Quito Scheidsrechter: Savio Sampaio (BRA) |

|                             |       |         |                                   |                                                                          |
| 20 april 2023 16:30 (UTC−5) | Chili | 0–3     | Brazilië                          | Estadio Rodrigo Paz Delgado, Quito Scheidsrechter: Carlos Betancur (COL) |
| 20 april 2023 16:30 (UTC−5) |       | Verslag | Rayan 11' (pen.), 31' Ricardo 59' | Estadio Rodrigo Paz Delgado, Quito Scheidsrechter: Carlos Betancur (COL) |

|                             |            |         |         |                                                                     |
| 20 april 2023 19:00 (UTC−5) | Argentinië | 0–1     | Ecuador | Estadio Olímpico Atahualpa, Quito Scheidsrechter: Bruno Pérez (PER) |
| 20 april 2023 19:00 (UTC−5) |            | Verslag | Páez 6' | Estadio Olímpico Atahualpa, Quito Scheidsrechter: Bruno Pérez (PER) |

|                             |          |         |       |                                                                       |
| 23 april 2023 16:30 (UTC−5) | Paraguay | 1–0     | Chili | Estadio Rodrigo Paz Delgado, Quito Scheidsrechter: Simone Sozza (ITA) |
| 23 april 2023 16:30 (UTC−5) | Miño 51' | Verslag |       | Estadio Rodrigo Paz Delgado, Quito Scheidsrechter: Simone Sozza (ITA) |

|                             |                                              |         |                              |                                                                         |
| 23 april 2023 16:30 (UTC−5) | Brazilië                                     | 3–2     | Argentinië                   | Estadio Olímpico Atahualpa, Quito Scheidsrechter: Felipe González (CHI) |
| 23 april 2023 16:30 (UTC−5) | Riquelme Fillipi 11' Dudu 29' João Pedro 60' | Verslag | J. Giménez 33' Echeverri 55' | Estadio Olímpico Atahualpa, Quito Scheidsrechter: Felipe González (CHI) |

|                             |            |         |          |                                                                         |
| 23 april 2023 19:00 (UTC−5) | Venezuela  | 1–1     | Ecuador  | Estadio Olímpico Atahualpa, Quito Scheidsrechter: Carlos Betancur (COL) |
| 23 april 2023 19:00 (UTC−5) | Colina 74' | Verslag | Páez 46' | Estadio Olímpico Atahualpa, Quito Scheidsrechter: Carlos Betancur (COL) |

## Gekwalificeerd voor WK–17
De volgende twee landen kwalificeerden zich namens de CONMEBOL voor het wereldkampioenschap voetbal onder 17 van 2023.
| Team       | Gekwalificeerd op | Eerdere deelnames1                                                                                  |
| ---------- | ----------------- | --------------------------------------------------------------------------------------------------- |
| Argentinië | 17 april 2023     | 14 (1985, 1989, 1991, 1993, 1995, 1997, 2001, 2003, 2007, 2009, 2011, 2013, 2015, 2019)             |
| Brazilië   | 17 april 2023     | 17 (1985, 1987, 1991, 1995, 1997, 1999, 2001, 2003, 2005, 2007, 2009, 2011, 2013, 2015, 2017, 2019) |
| Ecuador    | 17 april 2023     | 5 (1987, 1995, 2011, 2015, 2019)                                                                    |
| Venezuela  | 20 april 2023     | 1 (2013)                                                                                            |

1 Vet betekent kampioen. Schuin betekent gastland dat jaar.